# Ludwig Herzer
Ludwig Herzer, eigentlich Ludwig Herzl, (geboren 18. März 1872 in Wien, Österreich-Ungarn; gestorben 17. April 1939 in St. Gallen, Schweiz) war ein österreichischer Arzt und Librettist.

## Leben
Ludwig Herzl, später besser bekannt unter seinem Pseudonym Ludwig Herzer, studierte an der Universität Wien Medizin und arbeitete in seinem Hauptberuf als Gynäkologe. Daneben verfasste er Operettenlibretti, oft in Zusammenarbeit mit anderen bekannten Librettisten, wie Alfred Grünwald oder Fritz Löhner, unter anderem für Edmund Eysler, Franz Lehár und Robert Stolz.
Nach dem Anschluss Österreichs an Deutschland musste er als Jude fliehen; mit Mühe und Not konnte er am 29. November 1938 bei Hohenems–Diepoldsau noch das Schweizer Staatsgebiet erreichen.

## Werke

### Libretti
- Gräfin Fifi. Operette in drei Akten (nach dem Französischen von Emile de Najac, Alfred Hennequin und Albert Millaud) von Oskar Friedmann und Ludwig Herzer, Musik von Albert Chantrier; 1913
- Das Zimmer der Pompadour. Operette in einem Akt von Oskar Friedmann und Ludwig Herzer, Musik von Edmund Eysler; 1915
- Die goldene Tochter. Operette in drei Akten von Oscar Friedmann und Ludwig Herzer, Musik von Max Milian; 1916
- Der Aushilfsgatte. Operette in drei Akten von Oscar Friedmann und Ludwig Herzer, Musik von Edmund Eysler; 1917
- Der dunkle Schatz. Operette in drei Akten von Oscar Friedmann und Ludwig Herzer, Musik von Edmund Eysler; 1918
- Die Siegerin. Von Oskar Friedmann und Ludwig Herzer verfasstes Libretto zu einer unvertont gebliebenen Operette von Leo Fall; um 1920
- Hallo Tommy!. Operette in drei Akten von Ludwig Herzer, Musik von George Edwards; um 1925
- Lady X.... Operette in drei Akten von Ludwig Herzer, Musik von George Edwards; 1927
- Cagliostro in Wien. Operette in drei Akten von F. Zell und Richard Genée. Musik von Johann Strauss (Sohn). Für die Bühne neu eingerichtet mit dem Text von Ludwig Herzer, Musik von Erich Wolfgang Korngold; 1927.
- Friederike. Singspiel in drei Akten von Ludwig Herzer und Fritz Löhner, Musik von Franz Lehár; 1928
- Das Land des Lächelns. Romantische Operette in drei Akten nach Victor Léon von Ludwig Herzer und Fritz Löhner, Musik von Franz Lehár, 1929
- Schön ist die Welt. Operette in drei Akten von Ludwig Herzer und Fritz Löhner, Musik von Franz Lehár; 1930
- Das Lied des Liebe. Operette in drei Akten von Ludwig Herzer, Musik nach Johann Strauss (Sohn) in der Bearbeitung von Erich Wolfgang Korngold; 1931
- Katharina. Eine russische Ballade in neun Bildern von Ludwig Herzer und Ernst Steffan, Gesangstexte von Fritz Löhner, Musik von Ernst Steffan; 1932
- Venus in Seide. Operette in drei Akten von Alfred Grünwald und Ludwig Herzer, Musik von Robert Stolz; 1932
- Der Prinz von Schiras. Operette in drei Akten (fünf Bildern) von Ludwig Herzer und Fritz Löhner, Musik von Joseph Beer; 1934.
- Eva im Pelz. Musikalische Komödie in drei Akten von Ludwig Herzer, Musik von Michael Krasznay-Krausz; 1935
- Verzeih', daß ich Dich lieb’ … Musikalisches Lustspiel in drei Akten (nach einer Idee von Gregor Schmitt) von George Marton und Ludwig Herzer, Gesangstexte von Karl Farkas, Musik von Michael Krazsnay-Krausz; 1937

### Bühnenwerke
- Morphium. Ein Notturno in 4 Teilen. Mit einem Geleitwort von Julius Wagner-Jauregg. Paul Knepler, Wien 1921. Dieses Werk wurde auch am Broadway (Eltinge 42nd Street Theatre) von März bis Mai 1923 64 Mal aufgeführt[2]
- Brautnacht. Komödie in drei Akten, gemeinsam mit Rudolph Lothar. Drei Masken Verlag, Berlin 1932 (als unverkäufliches Bühnenmanuskript gedruckt).